# Guava Island
Guava Island é um filme dirigido por Hiro Murai. É estrelado por Donald Glover e Rihanna como os papéis principais. Foi lançado em 13 de abril de 2019, pela Amazon Studios.

## Enredo
Um conto folclórico animado narrado por Kofi Novia apresenta as origens da Ilha Guava e a música tocada por Deni Maroon. Kofi e Deni moram juntos e ela acorda com Deni tocando uma música no violão. Deni, uma celebridade local, corre para fora da casa e é saudado por muitos transeuntes na rua a caminho do trabalho; Deni está realizando um festival de música que toda a cidade está ansiosa para participar. Ele é assaltado por um grupo de crianças que ele conhece e as convence a não roubá-lo, prometendo-lhes assentos na frente do festival.
Kofi trabalha como costureira com Yara, enquanto Deni trabalha para Red Cargo, um magnata de negócios na ilha. Enquanto trabalhava, um funcionário detalhava o que faria se conseguisse imigrar para os Estados Unidos, o que Deni considera como ignorância ("This Is America"). Deni é sequestrado e levado para o escritório de Red Cargo. Red subornou Deni para cancelar seu festival para não interromper a produtividade no dia seguinte. Quando Deni o desafia, Red destrói sua guitarra.
Ele retorna para Kofi, que imediatamente questiona sua lesão e a ausência de sua guitarra. Deni ignora sua pergunta, em vez disso faz uma serenata para ela com a música que ele prometeu escrever para ela desde que eram crianças ("Summertime Magic"). Eles são interrompidos quando Deni de repente tem que ir, e ela não é capaz de dizer a ele naquele momento que ela está grávida. Kofi expressa a Yara que ela está relutante em contar a ele por causa de seu estilo de vida de espírito livre.
Inspirado por duas crianças, Zoila e Mapi ("Time"), Deni se apresenta na rádio novamente e anuncia que o festival está de volta ("Feels Like Summer"). Kofi é emboscada por Red enquanto ambos procuram por Deni; Red pede a Kofi para dizer a ele que deseja boa sorte. Deni começa tarde o festival e toca uma música dedicada a Zoila e Mapi ("Saturday"). Kofi vê um atirador mascarado pouco antes de abrir fogo contra o palco. Deni tenta escapar através de um beco, mas eventualmente o atirador o alcança e o assassina.
Red está satisfeito com o desenvolvimento, com exceção que descobriu que todos os seus funcionários deixaram o trabalho. Kofi e os ilhéus optaram por participar de um alegre memorial com tema azul para Deni ("Die with You"); Kofi afirma que todos eles finalmente "tiveram o seu dia". Kofi conta ao filho uma nova e melhorada versão da história.

## Elenco
- Donald Glover como Deni Maroon, um músico cubano que "está determinado a lançar um festival para sua comunidade insular"[1][2]
- Rihanna como Kofi Novia, namorada e inspiração musical de Deni[1][2]
- Letitia Wright como Yara Love
- Nonso Anozie como Red Cargo, "um magnata da ilha sombria" cujos interesses comerciais conflitam com o festival de Deni[2]

## Produção
Em agosto de 2018, havia sido noticiado que os atores e músicos Donald Glover e Rihanna estavam filmando um projeto secreto em Cuba intitulado Guava Island durante todo aquele verão. O colaborador de Glover em Atlanta e This Is America, Hiro Murai, estava dirigindo, com Letitia Wright e Nonso Anozie também envolvidas. Donald Glover revelou ter como inspirações para o projeto o filme brasileiro Cidade de Deus e também o filme Purple Rain.
O trailer do longa-metragem estreou em 24 de novembro no festival PHAROS na Nova Zelândia.
Em 5 de abril de 2019, anúncios do Guava Island apareceram no Spotify indicando algo a acontecer em "Sábado à noite | 13 de abril". Neste mesmo fim de semana, Glover se apresentou no Coachella Valley Music and Arts Festival. O anúncio de 30 segundos no Spotify trouxe Glover cantando e terminando com "Vou ver vocês no show, todo mundo". Clicar no anúncio levava à lista de reprodução Rap Caviar organizada pelo Spotify, que estava sendo "apresentada pela Guava Island" para os usuários do Spotify. Um outdoor mostrando a mesma arte de propaganda do Spotify também apareceu em Bushwick, Brooklyn. Mais tarde foi revelado que a Amazon Studios iria distribuir o filme, e a Regency Enterprises havia financiado o filme, com o lançamento em 13 de abril.

## Lançamento
Além de ser lançado para os assinantes do Amazon Prime Video, a Amazon também permitiu que pessoas que não assinam seu serviço assistissem o filme de graça nas primeiras 18 horas após a estreia. A produção também foi exibida “ao vivo” no Twitch a partir das nove da noite (UTC-3) do dia 13 de abril de 2019, com um simulcast no canal do Festival Coachella no YouTube.

### Recepção
No Rotten Tomatoes o filme tem uma taxa de aprovação de 82% com base em comentários de 11 críticos, com uma classificação média de 6,5/10. No Metacritic tem uma pontuação média ponderada de 67 de 100, com base em 5 comentários, indicando avaliações "geralmente favoráveis".
Peter Debruge, da revista Variety, escreve que "o filme serve como um Purple Rain mais curto, uma história de origem mitologista do artista anteriormente conhecido como Childish Gambino, reintroduzido aqui como Deni Maroon". Debruge expressa decepção, diz que o filme apresenta menos música do que o esperado e que Rihanna não canta. Ele elogia o filme como "Conecta-se ao zeitgeist, respondendo ao conflito com um pedido de amor". No The A.V. Club, Joelle Monique deu ao filme um C + (6.00–7.90), resumindo sua resenha, "Curta, doce, Guava Island mostra um pequeno número musical cativante".